# Serret dels Avencs
El Serret dels Avencs és una muntanya de 898 metres que es troba al municipi de Montblanc, a la comarca de la Conca de Barberà.